# Aire naturelle de camping
Les aires naturelles de camping sont une catégorie de terrains de camping en France. Régies par un arrêté de 1976, puis de 1993, un nouvel arrêté de 2010 met fin à leur création. En 2014, la catégorie est recréée avec une nouvelle définition.

## Législations
Les aires naturelles de camping sont créées et régies par l'arrêté du 28 juin 1976. Situées en milieu rural, le texte prévoit une capacité d'accueil de 25 installations maximum pour un hectare. Ce type de camping est abrogé en 1985.
Un nouvel arrêté, du 11 janvier 1993, recrée la catégorie de campings. Les aires naturelles de camping sont considérés comme des hébergements qui se trouvent chez des habitants permanents. Le propriétaire peut être un exploitant agricole (art. L145-5 du code de l'urbanisme).
Selon le cahier des charges, cette catégorie de camping est soumise à une ouverture saisonnière, ne devant pas dépasser six mois. Il considère que la capacité d'accueil ne doit pas excéder 25 emplacements, sur une surface d'environ un hectare, au maximum. Le nombre d'emplacements étant réduit, les emplacements sont par définition plutôt relativement grands et espacés. 
Depuis le 1er avril 2014, un nouveau arrêté définit les nouvelles aires naturelles. Cette nouvelle catégorie d'aires naturelles reprend certains éléments de l'arrêté de 1993 avec une période d'ouverture maximum de six mois et une superficie inférieure ou égale à un hectare. Par contre, la capacité d'accueil est passée à 30 emplacements.

## Labels
Des labels précisent les engagements pris par les gestionnaires
- Agricole: Camping à la ferme
- Écolabel européen La Clef Verte

## Type d'aires naturelles
Certains aires naturelles proposent un accueil dans un cadre naturiste. Les mentions "Naturiste" & "FKK" peut être associée aux campings qui accueillent exclusivement les familles naturistes.